# 酸化鉄

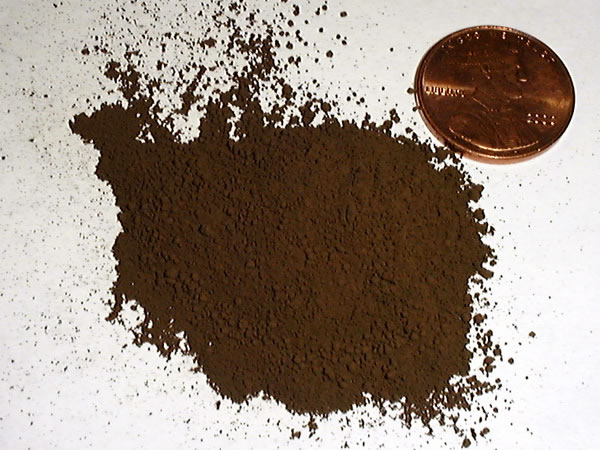
酸化鉄顔料

酸化鉄（さんかてつ）は、鉄の酸化物の総称。酸化数に応じて酸化鉄(II) (FeO) や酸化鉄(III) (Fe2O3) など組成が異なるものが知られる。いずれも鉄の酸化物であり、水酸化鉄と並んで錆を構成する成分である。
酸化鉄は自然界では鉱物として見い出され、代表的なものは赤鉄鉱（ヘマタイト）、褐鉄鉱（リモナイト）、磁鉄鉱（マグネタイト）、
ウスタイト、磁赤鉄鉱(マグヘマイト)である。

## 種類
金属鉄が酸素によって酸化された際に生じる酸化鉄（さんかてつ、iron oxide）、水酸化鉄およびオキシ水酸化鉄は合わせて16種類が知られている。普通の条件では、条件により偏りはあるにしろ、金属鉄が酸化されてこれらの化合物の不定比の混合物を与える。また準安定状態であるものも多く、加熱等の繰り返しにより鉄の酸化物の組成は変化してゆくことが多い。
（各化合物や鉱物の詳細は各語のリンク先も参照のこと）

### 酸化物
以下の3種類とその異性体が存在する。
| 組成式 | 異性体 | 化合物名       | 別名         | 鉱物名   | 物質名     |
| ------ | ------ | -------------- | ------------ | -------- | ---------- |
| FeO    | FeO    | 酸化鉄(II)     | ウスタイト   |          |            |
| Fe3O4  | Fe3O4  | 酸化鉄(II,III) | マグネタイト | 磁鉄鉱   | 黒錆、黒皮 |
| Fe2O3  | 総称   | 酸化鉄(III)    |              | -        | 赤錆       |
| Fe2O3  | α      | α-酸化鉄(III)  | ヘマタイト   | 赤鉄鉱   |            |
| Fe2O3  | β      | β-酸化鉄(III)  |              |          |            |
| Fe2O3  | γ      | γ-酸化鉄(III)  | マグヘマイト | 磁赤鉄鉱 |            |
| Fe2O3  | ε      | ε-酸化鉄(III)  |              |          |            |

### オキシ水酸化物
- α-FeOOH – α-オキシ水酸化鉄、（針鉄鉱、goethite）
- β-FeOOH – β-オキシ水酸化鉄、（赤金鉱、akaganéite）
- γ-FeOOH – γ-オキシ水酸化鉄、（鱗鉄鉱、lepidocrocite）
- δ-FeOOH – δ-オキシ水酸化鉄、（フェロオキシハイト、feroxyhyte）
- Fe5HO8·4H2O approx.、（フェリヒドライト、ferrihydrite）
- 高圧FeOOH
- （シュベルトマンナイト、schwertmannite）
- FeIIIxFeIIy(OH)3x+2y-z(A-)z[注釈 1]（緑錆）

### 水酸化物
- Fe(OH)2 – 水酸化鉄(II)
- Fe(OH)3 – 水酸化鉄(III)、（パーナライト、bernalite）

### 鉄錆
金属鉄は酸化還元電位がプロトンより正であるため、酸性水溶液中では酸化されて金属鉄からFe2+イオンが溶けだすが、それが酸素により酸化されることで様々な種類の鉄の酸化物を生成し、それらは鉄錆として知られている。水溶液中ではpHに依存してFe(OH)2（緑色）からα-、β-、γ-、δ-オキシ水酸化鉄（褐色）、酸化鉄(II,III)まで様々な組成の酸化物が生成する。
鉄表面の不動態皮膜もこれらのオキシ水酸化鉄や酸化鉄(II,III)により構成されると考えられているが、赤熱した鉄に水蒸気を反応させる焼き止め処理により生成する黒錆では、酸化皮膜は酸化鉄(II,III)や酸化鉄(II)などにより強固な酸化被膜が形成される。

## 用途
いくつかの酸化物は陶器やセラミック用素材として広く利用される。釉薬(鉄釉)にも使用され、多くの金属酸化物と同様、高温で焼結させることで釉薬を発色させる。鉄を含む釉薬の特徴として、焼成時に酸素が十分ある酸化的雰囲気だったか酸素が足りない還元的雰囲気であったかで発色が(例えば飴色と青色の様に)全く異なるという点が挙げられる。
顔料
酸化鉄は顔料としても利用され、日本ではしばしば弁柄(ベンガラ)という呼び名で用いられる。天然の酸化鉄の顔料は黄土（オーカー、Ochre）と呼ばれることがあり、他にも、生や焼いたシェンナやアンバーのような多くの古典的な顔料が存在する。このような顔料はラスコー洞窟の壁画など早期先史時代の芸術に使われて以来、利用され続けていて、酸化鉄(III)が主成分である。
化粧品
鉄顔料は化粧品の分野にも広く利用されており、非毒性で耐湿性を持ち退色しないと理解されている。化粧品に使用される等級の酸化鉄顔料は原料の酸化鉄(II)、酸化鉄(III)の原末を含まないように合成的に製造される。そして酸化鉄顔料に天然由来の不純物が含まれることは普通のことである。通常、酸化鉄(II)系の顔料は黒色で、酸化鉄(III)系の顔料は赤色ないしは錆色である（酸化物以外の鉄の化合物はほかの色を示す）。
食品添加物
ヨーロッパではE番号E172として、茶色の色を出す着色料として利用されている。日本でも、酸化鉄(III) (Fe2O3) が三二酸化鉄などと呼ばれ、赤こんにゃくとバナナの果柄にのみ使える着色料として利用されている。
塗装
（黒色酸化物と呼ばれる）マグネタイトは鉄製工具の被覆（黒染）に利用される。この処理により金属腐食が防止され、感じの良い外見が与えられる。MIO (micaceous iron oxide) と呼ばれる等級のヘマタイトは（多くの橋やエッフェル塔など）防錆塗料に利用される。
医療
酸化鉄は核磁気共鳴画像法のコントラスト造影剤としても利用され、プロトンの緩和時間（w:en:Relaxation (NMR);T1, T2 そして T2*）を短縮化させる。超常磁性コントラスト造影剤は、マグネタイト (Fe3O4) ないしはマグヘマタイト (γ-Fe2O3) の、水に不溶な結晶性の磁性体核から構成され、磁性体核の直径は4から10ナノメートルである。この結晶核はデキストランや澱粉の誘導体で覆われていることが多く、それも含めて粒子サイズは水和した粒子の直径を超える。USPIO (Ultrasmall Superparamagnetic Iron Oxide) ナノ粒子の場合は、核はひとつずつ内包され、水和した粒子の直径は50ナノメートル以下である。
記録メディア
磁性体として磁気メディアに利用されている。コンパクトカセットに酸化鉄を使ったものはTYPE1 ノーマルポジションテープと呼ばれ、一般的で普及しているものの一つである。酸化鉄のみでは高域の性能が出せなかったり、ヒスノイズが残るのでコバルトを添加し、音質の向上を図った高性能ノーマルテープも過去には生産された。オーディオテープ以外にも磁気カード、磁気ディスク、ビデオテープ等に利用されている。

## 性質
- 酸化鉄(II) (FeO) は酸化第一鉄とも呼ばれIUPAC命名法では酸化鉄。鉱物のウスタイトとして知られる、結晶格子にFeの欠損を含み多くの場合では精密な組成は高々Fe0.95O程度である。粉末状の黒色酸化物でシュウ酸鉄(II)を真空中で加熱した活性度の高い製品は容易に発火する[9]ので爆発に注意すべきである。融点以上で金属鉄と酸化鉄(II,III)とに不均化を生じ、低温でも徐々に酸化鉄(II,III)に変化してゆく[2]。

- 酸化鉄(III) (Fe2O3) は酸化第二鉄とも呼ばれ、IUPAC命名法では三酸化二鉄。俗に三二酸化鉄と称する。多形を示す。（α型は）鉱物の赤鉄鉱（ヘマタイト）ないしは（γ型は）鉱物の磁赤鉄鉱（マグヘマイト）として鉱石中に見出される。融点付近の高温では（約1400℃あるいは真空中では250℃[9]）酸素を放出して酸化鉄(II,III)に変化する[2]。工業的化学的に製造された酸化鉄(III)はJeweller's rougeと呼ばれる。酸化鉄(III)を精製して磁気面として塗布することで、音響やコンピューターの記録メディアとして利用される。酸化鉄(III)は乾燥状態あるいはアルカリ条件下では表面安定化処理や錆防止剤として作用する。その一方、錆の主要成分でもある。

- 酸化鉄(II,III)  (Fe3O4) ないしは四酸化三鉄は俗に四三酸化鉄とも呼ばれる。鉱物の磁鉄鉱（マグネタイト）として知られ、主要な鉄鉱石の一つである。含まれている鉄の酸化数の割合は、II:III = 1:2で、混合原子価化合物である。酸化鉄(II,III)は鉄を水中で酸化すると容易に得られ、しばしばタンクの内壁面や船底で見かけられる。一方、高温（1700K以上[10]）では酸化鉄(III)へと酸化される[2]。

鉄は、アルミニウムやチタンと同様に岩石中に豊富であり、酸化鉄を含む鉱石から鉄を得ることは難しいことではない。